# Constitución de Mariquita
La Constitución Política del Estado Libre de Mariquita de 1815 fue la Carta Política Nacional que rigió la vida constitucional del Estado Libre de Mariquita desde 1815 hasta la Reconquista española cuando fue derogada.

## Antecedentes
Entre 1807 y 1808 las tropas francesas al mando de Napoléon Bonaparte invadieron a España y este nombró rey a su hermano José Bonaparte como regente de dicho reino. Es así como España vivió su propia guerra de independencia contra Francia entre 1808 y 1814, momento que aprovecharon sus colonias para reclamar su derecho a ejercer un autogobierno.
El 22 de diciembre de 1814 se proclamó en la ciudad de Honda la independencia de la Provincia de Mariquita. La Convención Constituyente del Estado Libre de Mariquita se reunió el 3 de marzo de 1815 en el Palacio de la Convención (Mariquita) con el fin de redactar su Constitución, la cual fue expedida el 21 de junio y sancionada el 4 de agosto de ese mismo año. Dicha Convención declaró que la Provincia de Mariquita sería independiente de España, de Cundinamarca o de cualquiera otro Gobierno que no fuere elegido popular y legítimamente por los pueblos. Se eligió a José León Armero Racines (nacido en Mariquita el 19 de marzo de 1775), como el presidente del Estado. En tanto, el nuevo gobernador y capitán general del Virreinato de Nueva Granada, Francisco Montalvo Ambulodi se posesionó de su cargo el 30 de mayo de 1813, siendo ascendido a virrey el 28 de abril de 1816.
Entre los primeros actos de Armero en su cargo se encuentra el establecimiento de escuelas en Honda, Mariquita, Ibagué, Ambalema y El Espinal. También estableció alumbrado público con faroles en Honda y en las capitales de los cantones de la Provincia.
De los primeros actos del Gobierno Federal, una vez se instaló en Bogotá después de estar aposentado en Tunja, fue mandar a Honda en enero de 1815, a las órdenes del Comandante venezolano Alcántara, unos cuantos españoles para deportarlos a través del puerto de Cartagena; de ellos Alcántara fusiló a dieciséis, y por su parte el Gobernador Armero hizo fusilar al capuchino fray Pedro Corella (que había atentado contra la vida de Bolívar en Cúcuta en 1813) y a los españoles Infiesta, Martínez, Portilla, Bartolomé Fernández, Juan Calvo, Francisco Serrano, Joaquín Gómez, José Zapatero y Emeterio Bernal, y condenó a los demás deportados a destierro. Los restos de esos fusilados los exhumaron los realistas en 1818.
Durante el período entre 1811 y 1815 el Estado se enfrentó en numerosas batallas contra las fuerzas españolas, siendo vencedoras en Simití (1812). Sin embargo el 10 de mayo de 1816 José Donato Ruiz de Santacruz llegó con tropas de la reconquista a la plaza de Honda, y recibió la capitulación de manos de Juan Lerchundi.

## Principios fundamentales
- Se promulga que el Pueblo que habita el territorio llamado de la Provincia de Mariquita por la presente acuerda solemnemente formar el mismo un Estado libre, soberano e independiente bajo la forma de un Gobierno doméstico representativo.
- La Provincia de Mariquita se declara independiente de toda autoridad civil de España y cualquiera otra Nación.
- Se promulga la Provincia de Mariquita como un estado confesional católico.
- Se promulga la conformación de un Congreso formado por dos cámaras que conforman el poder legislativo.
- La libertad de la Imprenta es esencialmente necesaria para sostener la libertad del Estado Por medio de ella puede todo Ciudadano examinar los procedimientos del Gobierno en cualesquier ramo, la conducta de los funcionarios del Pueblo como tales, y hablar, escribir e imprimir libremente lo que guste, exceptuando se los escritos obscenos y los que ofenden al dogma quedando responsable del abuso que haga de esta libertad en los casos fijados por la Ley. La libertad de la Imprenta no se extiende a la edición de Libros Sagrados (que traten de Religión, cuya impresión no podrá "hacerse sino conforme a la disposición del Concilio de Trcnto".
- Habrá un Magistrado, que se llamará el Gobernador de la República de Mariquita, y tendrá el tratamiento de Excelencia en todo lo oficial con un periodo de dos años.
- Habrá un Teniente Gobernador que será Juez Letrado y suplirá la interinamente las veces de Gobernador por muerte, grave enfermedad, o ausencia de la Provincia con un periodo de dos años.
- Se promulga por cuanto la sabiduría y erudición igualmente que la virtud difundida generalmente en el Pueblo, necesarias para la preservación de sus derechos y libertad, y por cuanto estas dependen de las ventajas de la educación en las diversas partes del estado y entre los diferentes órdenes del Pueblo, será la más estrecha obligación de las Legislaturas y Magistrados en todos los períodos venideros de esta república, fomentar el interés de la literatura y de las ciencias, mejorando las Escuelas públicas actualmente establecidas y extenderlas a otros Pueblos; estableciendo Aulas de Gramática en las Ciudades y Villas, y promoviendo generalmente la agricultura, las Artes, el Comercio y las manufacturas: sostener y adelantar los principios de humanidad y general benevolencia, los de caridad pública, buena fe y todos los afectos sociales y sentimientos generosos entre el Pueblo.
- Se promulga la abolición de la importación de esclavos.
- El acto de revisar la Constitución, corresponde a la Convención Electoral, viniendo autorizada a este fin. La revisión nunca tendrá lugar respecto de sus bases primarias, y aun respecto de los ramos secundarios no podrá hacerse de una vez en su totalidad, sino por partes y en diversos tiempos.